# Podnikatel
Podnikatel je fyzická nebo právnická osoba, která se věnuje podnikání, tedy soustavné a samostatné činnosti prováděné za účelem zisku. Nezáleží přitom na objemu podnikatelských aktivit, může tedy jít jak o velikou akciovou společnost, tak i malého živnostníka.
Pokud je podnikatelem fyzická osoba, jedná se o osobu samostatně výdělečně činnou (OSVČ). OSVČ však zahrnuje i osoby, které mají příjmy z jiné samostatně výdělečné činnosti než jen z podnikání.

## Podnikatel podle českého práva
Podnikatel je v České republice definován v § 420 a 421 občanského zákoníku. Obecné materiální vymezení vychází z jeho podnikatelské činnosti – za podnikatele se považuje fyzická nebo právnická osoba, tuzemská i zahraniční, která na svůj vlastní účet a odpovědnost samostatně vykonává výdělečnou činnost živnostenským nebo podobným způsobem, a to se záměrem činit tak soustavně za účelem dosažení zisku. Při styku se spotřebiteli se pro účely jejich ochrany navíc za podnikatele pokládá každý, kdo se spotřebitelem uzavře smlouvu vztahující se k jeho obchodní, výrobní nebo podobné činnosti či při samostatném výkonu svého povolání (tzv. svobodná povolání), nebo také ten, kdo pouze jedná jménem či na účet vlastního podnikatele.
Bez ohledu na charakter činnosti je ale ze zákona podnikatelem každý, kdo je zapsán v obchodním rejstříku (jde o tzv. formální vymezení podnikatele). Jestliže v obchodním rejstříku určitá osoba zapsána není, nicméně má k podnikání živnostenské nebo jiné podobné oprávnění, nastupuje vyvratitelná právní domněnka, že je také podnikatelem. Tuto domněnku může osoba takto za podnikatele označená vyvrátit tím, že prokáže, že své živnostenské nebo obdobné oprávnění nevyužívá.
Podnikatelé zapsaní v obchodním rejstříku jednají pod svou obchodní firmou, ostatní pod svým vlastním jménem, ke kterému mohou připojit odlišující dodatky. Na všech obchodních listinách musí každý podnikatel kromě údaje o zápisu v obchodním či jiném rejstříku uvádět své jméno a také sídlo, jenž vyplývá z veřejného rejstříku, resp. je dáno jeho hlavním obchodním závodem či bydlištěm (§ 429 a 435 OZ).
Nejedná-li podnikatel, který je fyzickou osobou sám, může za sebe nechat jednat svého zástupce. Naproti tomu právnická osoba nikdy nejedná sama, vždy je zastoupena, přímo ze zákona především svým statutárním orgánem. Dalšími zákonnými zástupci podnikatele jsou např. jeho zaměstnanci v rozsahu svých oprávnění, příp. ti, kteří byli při vedení obchodního závodu pověřeni určitou činností. Mimo to se může podnikatel nechat zastoupit smluvně, např. na základě udělené prokury. Překročí-li ale kterýkoli z jeho zástupců své zástupčí oprávnění, je podnikatel obvykle jakožto obchodní profesionál jeho jednáním zavázán, ledaže třetí osoba o tomto překročení věděla nebo alespoň musela vědět (§ 431 OZ).